# False to Their Trust
False to Their Trust è un cortometraggio muto del 1913 diretto da J. Searle Dawley e Walter Edwin.
Settimo episodio del serial cinematografico What Happened to Mary?, considerato il primo serial della storia del cinema girato negli Stati Uniti.

## Trama
Mary si rende ben presto conto che l'avere ritrovato una famiglia non vuole dire per forza avere trovato anche un porto sicuro dalle avversità della vita. L'uomo che l'ha portata a casa è suo zio Richard Craig, il quale, insieme al figlio Henry, si è impadronito dei fondi della banca di cui sono rispettivamente presidente e cassiere. I due, sapendo che Mary, ignara di tutto, entrerà in possesso dell'eredità del nonno quando si sposerà, cercano di favorire le sue nozze con il giovane Henry. Un segretario della banca incidentalmente sente una conversazione tra padre e figlio dove si parla della loro appropriazione, ma ignorando pure lui le loro intenzioni, non capisce in quale modo troveranno il denaro che servirà per ripianare il buco di bilancio. I Craig, temendo che possa smascherarli, cercano di farlo fuori con delle prove false che addossano a lui ogni responsabilità. Mary, che nel frattempo è diventata amica del giovane, si ripromette di ottenere la prova della falsità dell'accusa che gli è stata mossa. Riuscita a trovare una registrazione che denuncia i due Craig, li fa arrestare, rimanendo però di nuovo sola e senza casa.

## Produzione
Il film fu prodotto dalla Edison Company.

## Distribuzione
Distribuito dalla General Film Company, il film - un cortometraggio in una bobina - uscì nelle sale cinematografiche statunitensi il 24 gennaio 1913.